# Segura de León
Segura de León là một đô thị ở tỉnh Badajoz, cộng đồng tự trị Extremadura, Tây Ban Nha. Theo điều tra dân số 2004 của Viện thống kê Tây Ban Nha (INE), đô thị này có dân số là 2115 người. Diện tích đô thị này là 106 ki-lô-mét vuông. Đô thị này nằm ở độ cao 700 m trên mực nước biển.